# Biennale di Mosca
La Biennale di Mosca, dedicata all'arte contemporanea (in russo Московская биеннале современного искусства?), è una delle più importanti e riproposte esposizioni culturali russe, la cui prima edizione si svolse nel 2005 (28 gennaio-28 febbraio). La Biennale è nata a seguito del crescente interesse della società russa verso la cultura dopo il crollo dell'Unione Sovietica. L'obiettivo dell'esibizione è intessere relazioni e collaborazioni tra istituzioni pubbliche, imprenditori, artisti e storici dell'arte.